# خاکستری (فیلم ۱۳۷۹)
خاکستری فیلمی به کارگردانی مهرداد ميرفلاح، نویسندگی تهمینه میلانی و تهیه‌کنندگی علی‌رضا بهشتی محصول سال ۱۳۷۹ است.

## خلاصه داستان
این فیلم، داستان یک زوج دانشجوست که قصد ازدواج دارند و به دلیل این که از دو خانواده سنتی و غیرسنتی هستند با مشکل روبرو می‌شوند. درگیری بین دو خانواده که هریک می‌خواهند شرایط خود را تحمیل کنند موجب دردسر برای زوج جوان می‌شود.

## بازیگران
| بازیگر            | نقش        |
| ----------------- | ---------- |
| مهناز افشار       | بیتا       |
| رامبد شکرآبی      | فرهاد      |
| افسانه بایگان     | زهره       |
| محمدرضا شریفی نیا | زندنیا     |
| بهزاد فراهانی     | سید جلال   |
| ثریا قاسمی        | معصومه     |
| نادیا گلچین       | سیما       |
| حسن جوهرچی        | علی        |
| جمشید گرگین       | مهندس فاتح |
| محمدرضا داوودنژاد | بازجو      |
| رامین پرچمی       | برادر بیتا |
| مژگان ربانی       |            |

## جشنواره‌ها
فیلم خاکستری در پنجمین دوره جشن خانه سینما (۱۳۸۰) حضور داشته است.